# Дхарапани (Непал, район Мананг)
Дхарапани (непальск. धारापानी) — деревня и община в Непале, находится на территории административного района Мананг. По данным на 2001 год население Дхарапани составляло 1005 человек, проживавших в 176 частных домах.

## География
Деревня расположена на высоте 1860 м в долине реки Марсъянди у северных склонов горного массива Аннапурна.

## Транспорт
Через Дхарапани проходит грунтовая автомобильная дорога Бесисахар — Мананг.

## Туризм
Важную роль в жизни деревни играет международный горный туризм — Дхарапани лежит на пути туристских маршрутов «Трек вокруг Аннапурны» и «Трек вокруг Манаслу», которые ежегодно посещают тысячи туристов из разных стран мира. Часть местного населения работает в туристической сфере и содержит гостевые дома (лоджии), где останавливаются проходящие через деревню туристы.